# Uroplatus henkeli
Il geco coda a foglia di Henkel (Uroplatus henkeli Böhme & Ibisch, 1990) è un geco endemico del Madagascar.

## Descrizione
Questo geco può raggiungere lunghezze di 30 cm, il che ne fa una delle specie più grandi del genere Uroplatus. La testa è di forma triangolare con grandi occhi con una sottile pupilla verticale. La coda è appiattita e a forma di foglia. La loro livrea, di colore variabile dal marrone al grigio, è un esempio di mimetismo criptico e contribuisce a far somigliare questi gechi a rami secchi o pezzi di corteccia.

## Biologia

### Comportamento
È una specie arboricola, con abitudini notturne. Nelle ore diurne trascorre la maggior parte del tempo a testa in giù, appiattito sul tronco degli alberi, a pochi metri di altezza dal terreno.

### Alimentazione
È una specie insettivora.

### Riproduzione
È una specie ovipara che depone due uova sferiche per ogni covata, in genere nascoste sotto la lettiera della foresta. L'incubazione dura circa 90 giorni, al termine dei quali si ha la schiusa delle uova da cui fuoriescono i giovani immaturi.

## Distribuzione e habitat
Questa specie è endemica del Madagascar occidentale, ove è presente con quattro popolazioni disgiunte nella regione del Sambirano, nell'isola di Nosy Be, nel parco nazionale di Ankarafantsika e negli Tsingy di Bemaraha.
Popola sia la foresta pluviale di bassa quota che la foresta decidua secca.

## Conservazione
La IUCN Red List classifica Uroplatus henkeli come specie vulnerabile (Vulnerable).
Il suo habitat naturale è minacciato dalla deforestazione.
La specie è inserita nella Appendice II della Convention on International Trade of Endangered Species (CITES).